# Hokkaido (hundras)
För andra betydelser, se Hokkaido (olika betydelser).
Hokkaido eller ainu är en hundras från Japan. Den räknas till de asiatiska spetsarna och är namngiven efter Japans nordligaste stora ö, Hokkaido. Det finns två huvudsakliga teorier om rasens ursprung. Enligt den ena teorin kom rasen med yamato-befolkningen söderifrån under Kamakura-perioden på 1140-talet när förbindelserna öppnades mellan Hokkaido och Tohoku-området på norra Honshu. Enligt den andra teorin är rasen i själva verket en nordlig spets som kommit till ön med ainu-folket, vilka använt hunden som ställande hund på främst björn. 1937 utsågs hokkaido till nationell symbol.